# Problemas de Smale
Os chamados problemas de Smale são uma lista de 18 problemas matemáticos não resolvidos propostos por Steve Smale em 2000. Smale compôs esta lista em resposta a um pedido de Vladimir Arnold, então presidente da União Matemática Internacional, que pediu a vários matemáticos que listassem os problemas matemáticos mais interessantes para o século XXI, inspirado na lista de problemas de Hilbert propostos em 1900.

## A Lista de Problemas de Smale
1. Hipótese de Riemann
2. Conjectura de Poincaré (resolvido)
3. P versus NP
4. Zeros inteiros em polinomiais de uma variável (conjectura tau de Shub–Smale)
5. Limites de altura para curvas diofantinas
6. Finitidade do número de equilíbrios relativos na mecânica celeste
7. Distribuição de pontos na 2-Esfera
8. Estender o modelo matemático da teoria do equilíbrio geral para incluir ajustes de preços (introdução da dinâmica na teoria econômica)
9. O problema da programação linear
10. Lema do Fechamento de Pugh
11. Os sistemas dinâmicos de 1 dimensão são geralmente hiperbólicos?
12. Centralizadores de difeomorfismos
13. Décimo sexto problema de Hilbert
14. O Atrator de Lorenz tem propriedades de um atrator estranho? (resolvido)
15. As equações de Navier-Stokes
16. A Conjectura Jacobiana
17. Resolução de equações polinomiais em tempo polinomial (resolvido)
18. Quais são os limites da inteligência?